# Плоське (Новосибірська область)
Плоське (рос. Плоское) — село у Сузунському районі Новосибірської області Російської Федерації.
Входить до складу муніципального утворення Шарчінська сільрада. Населення становить 217 осіб (2010).

## Історія
Згідно із законом від 2 червня 2004 року органом місцевого самоврядування є Шарчінська сільрада.

## Населення
| 2002 | 2007 | 2010 |
| ---- | ---- | ---- |
| 270  | ↘246 | ↘217 |